# فيلافرانكا ديل كايد
بلدية فيلافرانكا ديل كايد/فيلافرانكا (بالإسبانية: Villafranca del Cid)‏، هي إحدى بلديات مقاطعة كاستيلون التي تقع في منطقة بلنسية، في شرق إسبانيا.
يبلغ عدد سكانها 2.518 نسمة وفقاً لإحصائية سنة (2006).